# Bloom County
Bloom County is een humoristische Amerikaanse stripreeks van Berkeley Breathed. De strip verscheen van 8 december 1980 tot 6 augustus 1989 als krantenstrip in de VS en maakte op 13 juli 2015 een comeback. De strip werd onder het Amerikaanse systeem van syndicering verspreid door Washington Post Writers Group.

## Geschiedenis
Bloom County is de vervolgstrip van The Academia Waltz, die Breathed als student van de University of Texas te Austin in 1978 en 1979 maakte voor The Daily Texan. Na zijn afstuderen debuteerde Breathed in december 1980 met zijn nieuwe strip in de Washington Post. In Bloom County keerde enkele karakters uit zijn eerdere strip terug, waaronder student Steve Dallas en Cutter John, een Vietnamveteraan met een dwarslaesie. In 1987 won Berkeley Breathed voor de strip de Pulitzer Prize.  

### Outland
In 1989 stopte Breathed met Bloom County en begon hij de zondagse krantenstrip Outland, waarin opnieuw een aantal van de karakters van zijn eerdere strip terugkeerden. Deze strip liep tot 1995. 

### Opus
Van 2003 tot 2008 verscheen de zondagse krantenstrip Opus, met in de titelrol Opus de pinguïn uit Bloom County.

### Comeback
In juli 2015 blies Breathed Bloom County nieuw leven in, aanvankelijk alleen via Facebook maar er verschenen ook nieuwe boeken. Vanaf 2016 traden in enkele Bloom County stripjes de karakters Calvin en Hobbes op met toestemming van diens schepper Bill Watterson.

## Setting en karakters
De strip behandelt actuele sociale en politieke kwesties, bezien vanuit een kleine stad in het midden van de Verenigde Staten, het fictieve Bloom County. Berkeley Breathed was zelf kort voor het verschijnen van de eerste strips van Bloom County verhuist naar Iowa City.
Belangrijke karakters zijn:
- Milo Bloom, een tien jaar oude journalist, wiens ouders het pension runnen waar de meeste hoofdkarakters aanvankelijk woonden;
- Steve Dallas, een kettingrokende student en rokkenjager;
- Michael Binkley, een klasgenoot van Milo Bloom;
- Opus, een pinguïn met een nogal grote neus en haringverslaving, die z’n moeder is kwijtgeraakt tijdens de Falklandoorlog;
- Cutter John, een Vietnamveteraan in een rolstoel vanwege een dwarslaesie;
- Bill the Cat (of Bill D. Cat), een nogal verlopen uitziende kat met vlooien.

## Publicaties
Van Bloom County verschenen verschillende verzamelingen in albumvorm:
- Loose Tails (1983)
- Toons for Our Times (1984)
- Penguin Dreams and Stranger Things (1985)
- Billy and the Boingers Bootleg (1987)
- Tales Too Ticklish to Tell (1988)
- The Night of the Mary Kay Commandos (1989)
- Happy Trails! (1990)
- A Wish for Wings That Work: An Opus Christmas Story (1991, kinderboek)
- Politically, Fashionably and Aerodynamically Incorrect (1992)
- Berkeley Breathed Academia Waltz and other profound transgressions (2015)
- Bloom County Episode XI: A New Hope (2016)
- Bloom County Brand Spanking New Day (2017)

## Andere media
In 1991 werd de tekenfilm A Wish for Wings That Work geproduceerd, die was gebaseerd op het gelijknamige kinderboek van Berkeley Breathed. In deze korte tekenfilm had Opus een hoofdrol. De 22 minuten durende tekenfilm werd op 18 december 1991 uitgezonden door CBS als kerstspecial.